# Georg Sibbern
Georg Christian Sibbern (29. marts 1816, Værne Kloster – 5. oktober 1901) var en norsk diplomat og statsminister, søn af Valentin Sibbern. 
Sibbern blev 1831 student, 1837 cand. jur., var allerede 1833 blevet konstitueret som fuldmægtig ved statsrådafdelingen i Stockholm og blev 1840 ansat som fuldmægtig i udenrigskabinettet. Han beklædte i de følgende 16 år en række betroede hverv i udlandet som legationssekretær i Sankt Petersborg, København, Haag og London samt som chargé d'affaires, generalkonsul og ministerresident i Washington. Han gik 1858 som de forenede rigers gesandt til Konstantinopel, men blev inden årets udgang hjemkaldt for at overtage statsministerembedet i det af Christian Birch-Reichenwald rekonstruerede ministerium. 
Kort efter kong Karls tronbestigelse rejstes de unionelle tvistemål om statholdersagen, der havde en række konflikter i følge. Under den tilspidsede situation medførte forhandlingerne om en revision af rigsakten en krise, under hvilken Sibbern 30. november 1861 tog afsked; men inden årets udgang vendte han tilbage til sin post, hvorefter et nyt ministerium dannedes af Frederik Stang. Til Sibberns embedstid hører nedsættelsen af den anden unionskomité og udarbejdelsen af det andet unionsforslag. Efter at den kongelige proposition herom var forkastet af Stortinget 1871, tog Sibbern 9. oktober samme år afsked. Han var i de følgende 7 år bosat på sin ejendomsgård, men overtog 1878 ministerposten i Paris, som han beklædte til 1884, da han helt forlod statstjenesten. 